# Wiel Knipa
Wiel Knipa (Heerlen, 18 maart 1921 – 19 juni 2002) was een Nederlands presentator en zanger. In de jaren zestig presenteerde hij voor de AVRO het programma Sterren en streken. Daarnaast is hij in Limburg bekend als schrijver van carnavalsliedjes.

## Biografie
Knipa groeide op in de Heerlense wijk Aarveld-Bekkerveld. Zijn vader had hier een winkel in specerijen en slagersbenodigdheden. Na de dood van zijn vader nam Wiel deze zaak over.
Als kind speelde Knipa piano. Rond 1950 schreef hij een carnavalsnummer over de Lange Jan, de schoorsteen van de mijn Oranje Nassau 1. Dit lied werd zo bekend dat Knipa werd uitgeroepen tot Opper Winkbuul, spreekstalmeester van de Heerlense carnavalsvereniging op alle carnavalsfestiviteiten.
Knipa kreeg landelijke bekendheid door een optreden in het AVRO-programma Sterren en Streken, gepresenteerd door Willem Duys. Nadat Duys zijn medewerking aan het programma had gestaakt, werd het gedurende 10 maanden in de periode 1962-1963 door Knipa gepresenteerd.
Zijn laatste optreden vond plaats bij de opening van het Limburgse carnavalsseizoen van 2002, op de door L1 georganiseerde Brand Beer Boetegewoëne Boetezitting in Venlo. Hier zong hij samen met Frits Pelt. Zijn gezondheid was toen al zwak en hij overleed een paar maanden later, op 81-jarige leeftijd.
Na zijn dood werden plannen gemaakt om een standbeeld voor hem op te richten. In 2006 werd echter bekend dat Knipa in 1944 lid was geworden van de NSB. De Limburgse media besteedden hier veel aandacht aan. Uit onderzoek van de NIOD bleek voorts dat Knipa zich in juli 1941 als vrijwilliger had gemeld bij de Nederlandse Arbeidsdienst (NAD), een organisatie waarmee de Duitsers het nationaalsocialisme in Nederland probeerden te bevorderen. Knipa beweerde direct na de oorlog tegenover een politiek rechercheur dat hij zich had aangemeld omdat hij had begrepen dat deelname verplicht zou worden.
In de Schelmentoren te Heerlen is in 2012 een permanente tentoonstelling over Knipa ingericht.